# Volta a Cantábria
A Volta a Cantábria é uma prova oficial do calendário espanhol de ciclismo elite/sub 23 (amador) que se disputa na comunidade autónoma de Cantábria.
A prova disputa-se de maneira intermitente desde 1925. Durante muitas edições a Volta a Cantábria esteve reservada a ciclistas profissionais, mas entre 1963 e 1970 foi para corredores amadoras e desde a sua recuperação em 2003 é uma prova de categoria amador elite/sub 23.
A etapa final da competição costuma finalizar em Santander.
O corredor que mais vezes a ganhou é Francisco Galdós, com três vitórias (1968, 1976 e 1977)

## Palmarés
Em amarelo: edição amador.
| Ano       | Vencedor                      | Segundo                  | Terceiro                     |
| --------- | ----------------------------- | ------------------------ | ---------------------------- |
| 1925      | Teodoro Monteys               | Miguel Mucio             | Juan de Juan                 |
| 1926      | Mariano Canardo               | Juan de Juan             | Victorino Otero              |
| 1927-1939 | Não se disputou               | Não se disputou          | Não se disputou              |
| 1940      | Fermín Trueba                 | Antonio Andrés Sancho    | Delio Rodríguez              |
| 1941      | Não se disputou               | Não se disputou          | Não se disputou              |
| 1942      | Delio Rodríguez               |                          |                              |
| 1943      | Não se disputou               | Não se disputou          | Não se disputou              |
| 1944      | Martín Mancisidor             | Julián Berrendero        | Miguel Casas                 |
| 1945-1962 | Não se disputou               | Não se disputou          | Não se disputou              |
| 1963      | Saturnino López               | Francisco Redondo        | Andrés Gandarias             |
| 1964      | Gregorio San Miguel           | Guillermo Fernández      | Carlos Rodrigues             |
| 1965      | Domingo Perurena              | José Ignacio Ascasibar   | Saturnino López              |
| 1966      | José Albelda Tormo            | Luis Balagué             | José Ramón Goyeneche         |
| 1967      | Ramón Pagès                   | José Ignacio Ascasibar   | Pierre Bellemans             |
| 1968      | Francisco Galdós              | Santiago Lazcano         | Manuel Antonio García        |
| 1969      | Santiago Lazcano              | Francisco Galdós         | Enrique Sahagún              |
| 1970      | Andrés Oliva                  | José Casas               | Daniel Varela                |
| 1971      | Gonzalo Maltrata              | Andrés Oliva             | Joaquín Galera               |
| 1972      | José Antonio González Linares | Francisco Galdós         | Domingo Perurena             |
| 1973      | Jesús Manzaneque              | Luis Ocaña               | Miguel María Lasa            |
| 1974      | Antonio Vallori               | Joaquím Pérez            | Juan Zurano                  |
| 1975      | Andrés Gandarias              | José Casas               | Pedro Torres                 |
| 1976      | Francisco Galdós              | Santiago Lazcano         | Pedro Torres                 |
| 1977      | Francisco Galdós              | Enrique Cume             | Pedro Torres                 |
| 1978      | Vicente Belda                 | Pedro Torres             | Manuel Esparza               |
| 1979      | Salvador Jarque               | Pedro Torres             | Faustino Fernández           |
| 1980      | Eulalio García                | Pedro Torres             | Klaus-Peter Thaler           |
| 1981      | Manuel Espalhe                | Eulalio García           | José Luis López Cerrón       |
| 1982      | Marino Lejarreta              | Antonio Coll             | Guillermo de la Peña         |
| 1983      | José Luis Laguía              | Enrique Aja              | Bernardo Alfonsel            |
| 1985      | Reimund Dietzen               | Jesús Rodríguez Magro    | Jesús Blanco Villar          |
| 1986      | Reimund Dietzen               | Federico Echave          | Manuel Carrera               |
| 1987      | Jesús Blanco Villar           | Francisco Antequera      | Javier Lukin                 |
| 1988      | Mariano Sánchez               | José Recio               | Dimitri Zhdanov              |
| 1989      | Não se disputou               | Não se disputou          | Não se disputou              |
| 1990      | Peter Hilse                   | José Recio               | Fernando Martínez de Guereñu |
| 1991-2002 | Não se disputou               | Não se disputou          | Não se disputou              |
| 2003      | Pedro Luis Marichalar         | Jesús Javier Ramírez     | Javier Ruiz de Larrinaga     |
| 2004      | Antonio López                 | Iker Leonet              | Alberto Losada               |
| 2005      | Mikel Elgezabal               | Miguel Ángel Candil      | Manuel Jesús Jiménez         |
| 2006      | Francisco Gutiérrez           | Óscar Pujol              | David Gutiérrez Gutiérrez    |
| 2007      | Não se disputou               | Não se disputou          | Não se disputou              |
| 2008      | Ibon Zugasti                  | Gorka Amuriza            | David Gutiérrez              |
| 2009      | Arkimedes Arguelyes           | Oriol Colome             | Ibon Zugasti                 |
| 2010      | Mauricio Muller               | Peter Van Dijk           | Vicente García               |
| 2011      | José Belda                    | Borja Abásolo            | José Manuel Gutiérrez        |
| 2012      | Arkaitz Durán                 | Josep Betalú             | Quentin Pacher               |
| 2013      | Antonio Pedrero               | Daniel López             | David Francisco Delgado      |
| 2014      | Imanol Estévez                | Juan Ignacio Pérez       | Jean-Luc Delpech             |
| 2015      | Jaime Rosón                   | José Manuel Díaz Gallego | Jorge Arcas                  |
| 2016      | Elías Tello                   | Josu Zabala              | Sergio Míguez                |
| 2017      | Christofer Júri               | Jason Huertas            | Cyril Barthe                 |
| 2018      | Óscar González Brea           | Antonio Angulo           | Jefferson Cepeda             |
| 2019      | Francisco Galván              | Josu Etxebarria          | Daniel Mellado               |
| 2020      | Xabier Berasategi             | Pelayo Sánchez           | Javier Romo                  |
| 2021      | Vinicius Rangel               | Unai Iribar              | Vicente Hernáiz              |
| 2022      | Marcel Camprubí               | Julen Arriola-Bengoa     | Abel Balderstone             |

## Palmarés por países
| País      | Vitórias |
| --------- | -------- |
| Espanha   | 41       |
| Alemanha  | 3        |
| Rússia    | 1        |
| Argentina | 1        |
| Chile     | 1        |
| Panamá    | 1        |
| Brasil    | 1        |